# Винил (фильм, 1965)
«Винил» (англ. Vinyl) — экспериментальный чёрно-белый фильм режиссёра Энди Уорхола, который был снят в его творческой студии «Фабрика». Является первой киноадаптацией романа Энтони Берджесса «Заводной апельсин». В фильме снимались Джерард Маланга, Эди Седжвик и Тош Карилло. В данной киноленте можно услышать песни: «Nowhere to Run» Martha and the Vandellas, «Tired of Waiting for You» The Kinks, «The Last Time» группы The Rolling Stones и «Shout» The Isley Brothers.

## Сюжет

### Экспозиция
Фильм рассказывает о подростке Викторе, который игнорирует социальные нормы и ведет себя, выражая явное неуважение к окружающим. Основными занятиями главного героя являются физические упражнения, танцы и физическое и моральное унижение людей.

### Завязка
Начинается с конфликта Виктора и его друга-подонка Бэби, который заканчивается избиением Бэби, он звонит в полицию. Главному герою предлагают два варианта. Первый вариант — это реальный тюремный срок, второй вариант — это стать подопытным в инновационном методе лечения, направленным на изменение поведения криминальных элементов.

### Развитие действия
Виктор выбирает второй вариант, и врач его привязывает к креслу. Главный герой смотрит жестокие видео и описывает то, что происходит на экране, пока теплый воск от свечи бежит по его руке. Основными темами показанных кинолент являются противоправные действия, такие как ужасы войны, избиение, изнасилование и грабеж. Через некоторое время Виктор сдается и отрекается от своего прошлого.

### Кульминация
Финальным тестом для Виктора стала просьба врача избить его. Главный герой испытывает ненависть к медику, но он не в силах поднять на него руку. После нескольких тщетных попыток Виктор сдается и принимает лекарства.

## История создания
Энди Уорхол купил книгу весной 1965 года и переслал её своему сценаристу Рональду Тавелу. Он утверждал, что получил право экранизации этой истории за 3000 долларов. Фильм полностью основан на оригинале и воспроизводит сюжет в очень сжатой форме, но в фильме не показана концовка, в которой главный герой самостоятельно отказывается от бунтарства. Имена персонажей также изменились, существенно уменьшилось количество действующих лиц.
Картина была снята в один день, предположительно в конце апреля — начале мая 1965 года с очень низким бюджетом. Единственное место в фильме — это угол на «Фабрике» Уорхола. Единственной аппаратурой была 16-миллиметровая черно-белая камера марки «Auricon».
Изначально в «Виниле» должны были сниматься только мужчины. В этот же день была назначена фотосессия Эди Седжвик, и Энди Уорхол предложил ей сняться в последней минуте фильма. Примечателен тот факт, что некоторые действующие лица не понимали сюжет фильма, в котором они снимаются.
Впервые «Винил» был показан 4 июня 1965 года в составе фильмотеки Йонаса Мекаса «Режиссёры» (ориг. «Film-makers»).

## Последствия
- «Винил» — один из «1001 фильмов, которые вы должны увидеть, прежде чем умереть».
- Одним из героев сериала HBO «Винил» является персонаж по имени Уорхол. Сериал не имеет ничего общего ни с фильмом «Винил», ни с романом Энтони Бёрджесса «Заводной апельсин», — и повествует о музыке в Нью-Йорке: винил — сленговое название грампластинок.
- Фильмы Кубрика «Заводной апельсин» и Энди Уорхола «Винил» имеют одинаковое построение сюжета. В обеих кинолентах не показана история протагониста после прохождения курса лечения.

## Критика
Преданные фанаты не ставят этот фильм в один ряд вместе с такими шедеврами Уорхола, как «Бедная богатая маленькая девочка» и «Сон», но многие отмечают, что самым преданным фанатам Уорхола этот фильм понравится.
Также очень многие киноманы отмечают, и Уорхол солидарен, что фильм Кубрика «Заводной апельсин» превосходит фильм Энди Уорхола не только в техническом плане, но и художественными средствами выражения. Такое сравнение не является корректным, так как фильм «Винил» был снят в течение одного дня практически без склеек и с очень низким бюджетом.

## Влияние на кинематограф
Влияние «Винила» можно заметить в работах Райнера Вернера Фассбиндера и режиссёров объединения «No wave» 1980-х годов, таких как Андерс Графстром и Майкл Обловиц, которые последовали за Энди Уорхолом.
Фильмы, снятые Энди на «Фабрике», и в частности «Винил», перевернули сознание рядового киномана того времени. Это жёсткий андеграунд с примесью трэша и артхауса, а также экранизация романа Бёрджесса «Заводной апельсин», который известен широкому зрителю в первую очередь по одноимённому фильму Стэнли Кубрика.

## В массовой культуре
«Заводной апельсин» был переснят через 7 лет Кубриком. Несмотря на то, что оба фильма являются самостоятельными проектами, видно, что некоторые приемы съемок совпадают или были специально заимствованы Кубриком. Например, обе киноленты начинаются с крупного плана лица протагониста. Фильм «Винил» не достиг той же популярности, какой смог достичь «Заводной апельсин» Кубрика.